# Pathosystème
Un pathosystème est, dans un écosystème, un sous-système régi par une forme de parasitisme. On parle de « pathosystème végétal » lorsque l'espèce-hôte est une plante. Le parasite peut être n'importe quelle espèce dont les individus passent une part significative de leur vie sur un individu hôte dont ils tirent les éléments nutritifs qui leur sont nécessaires.
Le parasite peut être un insecte, un acarien, un nématode, une Angiosperme parasite, un champignon, une bactérie, un mycoplasme, un virus ou un viroïde. D'autre déprédateurs, toutefois, tels que les mammifères ou les oiseaux herbivores, qui pâturent sur des populations de plantes, sont normalement considérés comme extérieurs aux limites conceptuelles du pathosystème végétal.  
Un hôte a la propriété de résistance au parasite et un parasite a la propriété de capacité parasitique sur l'hôte. Le parasitisme est une interaction entre ces deux propriétés. La principale caractéristique du concept de pathosystème est qu'il s'intéresse uniquement au parasitisme et n'est pas concerné par l'étude de l'hôte ou du parasite en eux-mêmes.
Une autre caractéristique de ce concept est que le parasitisme est étudié sous l'angle des populations, aux plus hauts niveaux et dans les aspects écologiques du système. Le concept de pathosystème est aussi multidisciplinaire. Il réunit diverses disciplines scientifique du domaine agronomique telles que l'entomologie, la nématologie, la pathologie végétale et la sélection des plantes. Il s'applique aussi aux populations sauvages ainsi qu'aux cultures agricoles, horticoles ou sylvicoles, qu'elles soient tropicales ou subtropicales, commerciales ou de subsistance.